# بئر السعيدني
بئر السعيدني أو بئر السعيداني هو موقع أثري يقع في محافظة البدع بمنطقة تبوك الواقعة إلى الشمال الغربي من المملكة العربية السعودية. وهي عبارة عن بئر منقورة في أصل جبل صغير بالموقع، ينزل اليها بدرج إلى مستوى الماء، حفرت على نمط الآبار النبطية المعروفة في الحجر، وتعد هذه البئر ثاني أشهر أثر بواحة البدع بعد المقابر في الموقع الذي يطلق عليه (مغاير شعيب). ويعتقد ان بئر السعيدني هي التي استسقى منها موسى عليه السلام لبنات شعيب ولهذا يطلق عليها اسم (بئر موسى).

## الموقع
تقع على الضفة الشرقية لوادي عقال مقابل لموقع المدينة النبطية ويفصل بينهما الوادي. بالقرب من بلدة مقنا الساحلية المجاورة،هي البئر التي دحرج فيها موسى الحجارة من أجل سحب المياه لسقاية قطيع مواشي صفورة إحدى بنات النبى شعيب.

## التاريخ
عُرفت هذه البئر في المصادر الإسلامية باسم مغارة شعيب وبئر موسى، وهي بئر نبطية منحوتة في الصخر، وكان لها درج منحوت بداخلها ينزل إلى مستوى مائها، وهي الآن متهدمة وتجاورها برك وقناة ماء تؤدي إلى بركة أخرى كبيرة، وتشير المصادر إلى عدد من الإصلاحات تمت لهذه البرك خلال العصر المملوكي والعصر العثماني لخدمة قوافل الحجاج التي كانت تنزل في المكان.

## الوصف
يُعد بئر السعيدني من أهم المواقع الأثرية في البدع وأشهرها، ويقع على الضفة الشرقية لوادي عفال في مواجهة المدينة النبطية على الضفة الغربية محفورة بطريقة النقر في الجبل وينزل اليها بدرج من الحجر، وحفرت على نمط الابار النبطية في مدائن صالح وبئر سيسرا في سكاكا الجوف.
تحدث عن البئر الكثير من المؤرخين والجغرافيين والرحالة الذين مروا على هذه المنطقة ودرج على نهج هؤلاء المؤرخين والرحالة بعض الكتاب المهتمين بالآثار، ويعتقد هؤلاء أن بئر السعيدني هي التي استقى منها موسى لبنات شعيب عليهما السلام، لذا يطلقون عليها اسم بئر موسى، وهذا الأمر غير مؤكد ولكن المؤكد أنها بئر قديمة جدًا، قد ما يرقى لتلك الحقبة الزمنية، وقد حظيت بئر السعيدني باهتمام الولاة والحكام المسلمين على طول فترات التاريخ الإسلامي، فتكفلوا بعمارتها واصلاحها وترميمها نظرا لكونها مصدرا رئيسيا للمياه في البدع ومشرب لقوافل الحجاج المارة عليها، وبنيت عليها بيت فيه قناديل معلقة، ولكن هذا الاهتمام تأثر بتوقف حركة الحجاج على طريق الحج المصري لمدة قرنين، وهي الفترة إلى كانت قوافل الحجاج تسير فيها إلى ميناء عيذاب لجنوب مصر، لتعبر إلى جدة بحرًا، وبعد ذلك عاد الاهتمام بعودة قوافل الحج على الطريق المصري البري، ويبدو أن البئر بعد هجرها وتحول الماء بها إلى الملوحة في تاريخ متأخر دخلت في ملكية رجل من أهل البدع يسمى السعيدني فنسبت اليه، وهو الاسم الذي تشتهر به في الوقت الحاضر.

## وصلات خارجية
- صورة بئر السعيدني